# 阿尔塔热讷
阿尔塔热讷（法語：Altagène，法語發音：[altaʒɛn]）是法国南科西嘉省的一个市镇，属于萨尔泰讷区。

## 地理
阿尔塔热讷（41°42'23"N, 9°4'12"E）面积4.77 平方千米，位于法国南科西嘉省，该省份位于科西嘉南部，后者为地中海西部的一座岛屿，也是法国的一个单一领土集体，位于法国大陆部分的东南面，意大利半島的西面，最临近的地块是撒丁岛。
与阿尔塔热讷接壤的市镇（或旧市镇、城区）包括：莱维、圣露西德塔拉诺、昆扎。
阿尔塔热讷的时区为UTC+01:00、UTC+02:00（夏令时）。

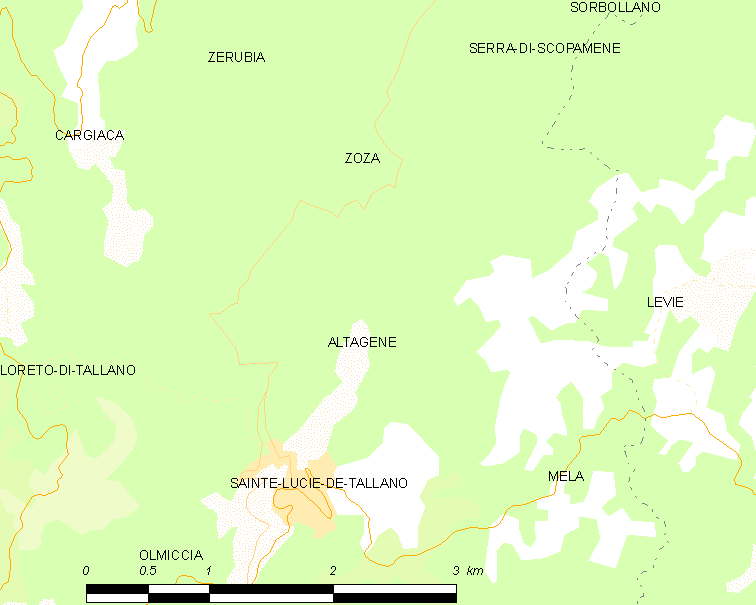
阿尔塔热讷的OSM定位图

## 行政
阿尔塔热讷的邮政编码为20112，INSEE市镇编码为2A011。

## 政治
阿尔塔热讷所属的省级选区为萨尔特奈-瓦林科县。

## 人口

1962-2008年间阿尔塔热讷人口变化图示

阿尔塔热讷于2022年1月1日时的人口数量为54人。